# 托尔马奇
托尔马奇，是匈牙利诺格拉德州所辖的一个村。总面积12.24平方公里，总人口702，人口密度57.4人/平方公里（2011年1月1日）。